# Падерборнський університет
Падерборнський університет (Universität Paderborn) — німецький університет у місті Падерборн (Північний Рейн — Вестфалія); заснований в 1972 році. Особливо високий рівень має магістерська програма з порівняльного літературознавства на факультеті культурологічних наук. У 2006 році університет був названий третім за якістю викладання комп'ютерних дисциплін, а також був визнаний провідним в таких дисциплінах, як електроінженерія та системна інженерія.

## Структура
Університет має 5 факультетів:
- I факультет культурологічних наук
- II факультет економіки
- III факультет природничих наук
- IV факультет машинобудування
- V факультет електротехніки, математики, інформатики